# Pergetus campanulatus
Pergetus campanulatus är en skalbaggsart som först beskrevs av Leconte 1874.  Pergetus campanulatus ingår i släktet Pergetus och familjen kvickbaggar. Inga underarter finns listade i Catalogue of Life.